# 余放
余放（1933年1月—2013年2月19日），辽宁省辽中县人，中华人民共和国政治人物、曾任中华人民共和国国家安全部副部长。

## 生平
早年毕业于中国人民大学，1953年2月加入中国共产党。曾担任吉林省委机要秘书，后进入中华人民共和国国家安全部，任外事局局长、办公厅主任、副部长。自1990年代起，余放担任多部谍战剧的总顾问，也负责谍战题材影视剧的审查。2013年在北京逝世，享年80歲。